# 猫とウナギを持つ少年と少女
『猫とウナギを持つ少年と少女』（ねことウナギをもつしょうねんとしょうじょ、蘭: Twee kinderen met een kat en een hazelworm、英: A Boy and a Girl with a Cat and an Eel）は、オランダ黄金時代の女性画家ユディト・レイステルが1635年頃にキャンバス上に油彩で制作した絵画である。作品は1943年、C・F・リーチ (C.F. Leach) によりロンドンのナショナル・ギャラリーに寄贈された。

## 諺と教訓
本作については、異なる研究者によって様々な解釈がある。ニール・マクラレン (Neil McLaren) のような研究者は、「何かを持っているからといって、それにしがみつくな」という意味のオランダの諺「ウナギを尾で掴む」(Een aal bij de staart hebben) を表していると主張している。 シンシア・コルテンホルスト＝フォン・ボーゲンドルフ・ルパラート (Cynthia Kortenhorst-Von Bogendorff Rupprath) によれば、この道徳的解釈は、画中の指を振っている少女が鑑賞者と目を合わせていることによって裏付けられるということである。
その他にも、オランダの他の諺に言及しているという解釈や、17世紀のオランダの祭における余興であるカトヌペレンのケルミス (kermis of katknuppelen) 、すなわち、棍棒による猫叩きであるという解釈もある。子供が猫を苦しめたり、猫に引っかかれたりする描写は、この時期のオランダでは人気のあるもので、オランダの諺「彼は、猫にいたずらをする」(Hij doet kattekwaad)、または、いたずらをするか口論する子供に言及する諺「それは、猫の遊びで終わる」（t Liep uit op katjesspel) を示唆するものなのかもしれない。いずれにしても、「猫と遊ぶものは引っかかれる」、すなわち、「災いを探せば、災いがふりかかる」という古くからのオランダの教訓がレイステルの絵画を触発しているように思われる。

## 作品

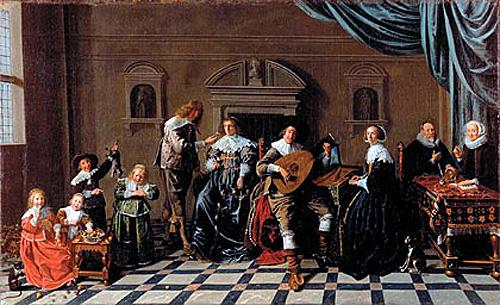
ヤン・ミーンセ・モレナール『ライクハーフェル＝ファン・デル・ラーン一家』、ファン・ローン博物館、アムステルダム

レイステルの夫であるヤン・ミーンセ・モレナール は、本作のような図像を自身の集団肖像画『ライクハーフェル＝ファン・デル・ラーン一家』（Portrait of the family Ruychaver-Van der Laen、1629–30年頃、ファン・ローン博物館、アムステルダム) に含めている。画面では、爪で引っかこうとしている猫を尾で掴んでいる少年が、少女の側に猫を差し出して彼女を困らせており、少女は、引っかかれた手をかばいながら逃げている。これらの役割がレイステルの絵画では反対になっていて、猫の尾を引っ張っているのは少女で、悲劇はまだ起きていない。彼女の視線と揺れている指により、彼女の行動がどんな結果をもたらすか解釈するのは、おそらく鑑賞者に委ねられている。また、画中のウナギを「猫用ウナギ」 (kat aal) 、すなわち食用に適さず、猫に餌として与えられたウナギだと解釈する研究者もいる。この場合、猫を誘導して掴んでいるのは少年であり、その結果を受けるのは彼だということになる。少年は半分やましく、半分恥知らずな表情をしており、どこまでいたずらできるか試しているようにみえる。
当時のオランダの絵画では、少女は模範を示すべきものと期待されていたが、本作では、少年が少女の行動を逸脱させている。彼女の目つきは邪悪で、指は猫の尾に巻き付き、尾を引っ張ろうとしている。別の解釈では、少女は指を振って、猫をいじめた少年を叱責していることを鑑賞者に理解させようとしているという。かくして、少女は、尾を引っ張られることにより神経を逆なでられ、少年か少女を引っかきそうになっている猫への自身のいたずらから鑑賞者の注意を逸らしているのである。本作のような作例はオランダの他の絵画にもあり、詩でもヤーコプ・カッツ (Jacob Cats) の著作『子供たちの遊び』(Kinderspel) がある。この本は、子供たちをからかいの対象として、また大人に道徳を教える対象として登場させており、フリーマ・フォックス・ホフリクター (Frima Fox Hofrichter) は、本作はこの種のカテゴリーに属すものであると述べている。実際、この作品は愉しいエンターテインメントであると同時に戒めであると考えられてきた。